# Blood In, Blood Out
Blood In, Blood Out címmel jelent meg az amerikai Exodus együttes tizedik nagylemeze 2014. október 14-én, a Nuclear Blast kiadó gondozásában. A 2004-ben megjelent Tempo of the Damned album óta, ez volt az első olyan Exodus lemez, melyen ismét Steve "Zetro" Souza énekelt. Az album pozitív fogadtatásban részesült, az amerikai Billboard 200 listán egészen a 38. helyre került, mely az együttes addigi legjobb eredményének nevezhető. Az albumot népszerűsítő turné, 2014 októberében indult, ahol a Slayer és a Suicidal Tendencies társaságában adtak koncerteket. 2004 óta ez volt az első alkalom, hogy ismét Zetro társaságában adtak koncerteket. Mivel Gary Holt ekkor már a Slayer gitárosa is volt, így esténként két koncertet kellett adnia. Az album érdekessége, hogy a Salt the Wound című dalban Kirk Hammett is szólózik, aki az együttes egyik alapító tagja volt még az 1980-as évek legelején.

## Háttér
Gary Holt és Lee Altus 2012-ben kezdett el dolgozni az új dalokon, a munkát azonban rendre félbe kellett szakítaniuk, mert Holt ekkoriban már a Slayerben segített ki Jeff Hanneman helyén. 2013 októberétől Holt egy hat hónapos szünetet tartott, ezidő alatt írta meg az új Exodus album anyagát. Ekkor még Rob Dukes volt az együttes énekese, aki ekkoriban többször is nyilatkozta a készülő album kapcsán, hogy egy gyorsabb, rövidebb dalokkal teli albumra lehet számítani, szemben két elődjével. Az anyag felvételei februárban kezdődtek volna, a tényleges munka azonban márciusban vette kezdetét. A felvételek nagyrésze az Észak-Kaliforniában található Goats 'R Us Ranch & Studios nevű helyen zajlott, ami Tom Hunting saját stúdiója. Holt elmondása szerint ez nagymértékben könnyítette meg a munkát, és alapozta meg a jó hangulatot. Az album tizenegy dalából kilencet Holt egymaga írt, a maradék kettőt (Body Harvest, Honor Killings) Altus szerezte. Az év júniusában bejelentették, hogy Dukes helyét ismét Steve "Zetro" Souza veszi át. Döntését a zenekar szűkszavú nyilatkozatokban közölte, arra hivatkozva, hogy Dukes és a zenekar elképzelései nem egyeznek a jövőt illetően.
Az album produceri munkálatait maga a zenekar látta el, mivel Andy Sneap éppen más zenekarral dolgozott. A produceri munka nagy részét Jack Gibson vállalta magára, mivel Holt elmondása szerint, a basszusgitáros jobban kiismeri magát a stúdiós környezetben, mint ő. Nagyrészt ennek is köszönhető, hogy az albumon jobban hallható a basszusgitár, mint a korábbi lemezek esetében. A kész anyagot Andy Sneap még egyszer újrakeverte, hogy az eredmény még jobb legyen. A zenekar egy olyan hangzásképet képzelt el, amely nyers és mentes a túlpolírozottságtól, ugyanakkor kimondott céljuk volt, hogy a hangzás ne legyen szándékosan az 1980-as éveket idéző, melyet sok fiatal thrash metal zenekar szándékosan próbál megidézni.
Zeneileg egy spontánabb, rövidebb dalokkal teli album született, mely az együttes korai lemezeinek irányvonalát ültette át, egy modernebb, a kornak megfelelő zenei környezetbe.
Az albumot nyitó Black 13 dalt egy hiphop jellegű intró vezeti be, melyet az amerikai producer Dan the Automator szerzett. A BTK című dalban a Testament énekese Chuck Billy vendégszerepelt, míg a Salt the Wound című dalban Kirk Hammett vendégeskedik. Hammett ugyan alapítótagja volt az együttesnek, játéka azonban csak az 1982-es Whipping Queen című demón volt hallható. Az együttes rögzített egy The Varukers feldolgozást is, a Protect Not Dissect képében. A dalt Anthony "Rat" Martin énekelte fel, aki a The Varukers mellett a Discharge soraiban is érdekelt. Ez a dal azonban nem került fel a lemezre, csak a japán kiadás bónuszaként vált hozzáférhetővé. Emellett mégegy feldolgozást is rögzítettek az Angel of Death képében, mely eredetileg annak az Angel Witch heavy metal együttesnek a dala, amelyben Tom Hunting is dobol.
Az album borítóját az a svéd Pär Olofsson készítette, aki többek között olyan együttesekkel dolgozott korábban, mint a Malevolent Creation, az Onslaught, az Aborted, de az ő nevéhez fűződik az Exodus 2008-as Let There Be Blood albumának festménye is. Videóklip a címadó dalra készült, melynek a címe egyfajta tiszteletadásként is értelmezhető Paul Baloff előtt, aki a zenekar első albumát az 1985-ös Bonded by Bloodot énekelte fel. A BTK dalt a sorozatgyilkos Dennis Rader inspirálta, aki 1974 és 1991 között legalább tíz embert ölt meg.

## Fogadtatás
A Blood In, Blood Out nagyrészt pozitív kritikákban részesült. James Christopher Monger az AllMusic kritikusa 3.5 ponttal jutalmazta a lehetséges ötből, és kifejtette, hogy az anyag továbbra is hozza azt a szintet amit elvárnak a rajongók.
Ray Van Horn, Jr a Blabbermouth.net szerzője 9 pontot adott rá a tízből, és kifejtette, hogy az album főleg azoknak a rajongóknak szolgál majd örömére, akik a Tempo of the Damned albumot, jobban kedvelték, mint a Rob Dukes énekessel készült albumokat."
Joe Reed az All About The Rock kritikusa 8 pontot adott a tízből, hozzátéve, hogy az albumon nemcsak a korai lemezek hozzáállása van jelen, de az azóta bekövetkezett természetes fejlődés is a dalok szerves részét képezi."
A HamerWorld magazin 9 ponttal jutalmazta a lehetséges tízből, hozzátéve, hogy„ ez bizony a jó öreg Exodus, akik most megmutatják az összes újgenerációs thrashernek, hogy hogyan is játsszák a nagyfiúk ezt a muzsikát.
A kritikusok többsége örömmel fogadta a rövidebb, tömörebb dalokat, azonban egyesek megjegyezték az albummal kapcsolatban, hogy néhány dal rutinszerűnek tűnik, kevés maradandó pillanattal, az album egésze pedig inkább nevezhető jónak, mint kiugró teljesítménynek, főleg ha a 2004-es Tempo of the Damned lemezzel állítjuk szembe.
Colin Brinker a Metal.de online magazin kritikusa maximális pontszámmal jutalmazta az albumot, hozzátéve, hogy a lemezen a zenekar minden erőssége megtalálható, továbbá dicsérte a korong hangzását is. Thomas Kupfer a RockHard magazin írója, 9 ponttal jutalmazta a lehetséges 10-ből, dicsérve a lemez organikus hangzását, hozzátéve, hogy az Exodusnak a legfontosabb extrém metalzenekarok között van a helye.
Eladások tekintetében kimondottan sikeres volt az album, az 1989-es Fabulous Disaster óta ez volt az első olyan lemezük, amely bekerült a Billboard 200-as listáján az első 100 helyezett közé. Míg az 1989-es album a 82. helyig jutott, addig a 2014-es album a 38. helyre került, mely az együttes addigi legjobb eredményének volt nevezhető. A megjelenés hetében 8 800 példányt értékesítettek az albumból az Amerikai Egyesült Államokban.
Zetroval már a lemez megjelenése előtt is felléptek, első koncertjük a Bang Your Head! fesztiválon volt, a turné pedig 2014 októberében indult, a Slayer és a Suicidal Tendencies társaságában. Ezt követően a Shattered Sun nevű amerikai metalcore együttessel, valamint a Testamenttel adtak koncerteket. Májusban és júniusban Európában koncerteztek, beleértve két egymást követő éjszakát a londoni Underworldben. Felléptek Ausztrália területén a neves Soundwave fesztiválon, valamint Japánban is adtak három koncertet. 2015 októbere és decembere között az Exodus Észak-Amerikában turnézott a King Diamond zenekar társaságában.

## Számlista
Az összes szám szerzője Gary Holt, kivéve ahol jelölve van.. 
| 1.    | Black 13 (közreműködik: Dan the Automator)                         | 6:21 |
| 2.    | Blood In, Blood Out                                                | 3:42 |
| 3.    | Collateral Damage                                                  | 5:27 |
| 4.    | Salt the Wound (közreműködik: Kirk Hammett)                        | 4:24 |
| 5.    | Body Harvest (szerző: Lee Altus, Jack Gibson, Steve "Zetro" Souza) | 6:28 |
| 6.    | BTK (közreműködik: Chuck Billy)                                    | 6:56 |
| 7.    | Wrapped in the Arms of Rage                                        | 4:30 |
| 8.    | My Last Nerve                                                      | 6:10 |
| 9.    | Numb                                                               | 6:13 |
| 10.   | Honor Killings (szerző: Lee Altus)                                 | 5:42 |
| 11.   | Food for the Worms                                                 | 6:21 |
| 62:14 |                                                                    |      |

| Limitált kiadás / Digitális kiadás bónuszai | Limitált kiadás / Digitális kiadás bónuszai | Limitált kiadás / Digitális kiadás bónuszai | Limitált kiadás / Digitális kiadás bónuszai | Limitált kiadás / Digitális kiadás bónuszai | Limitált kiadás / Digitális kiadás bónuszai | Limitált kiadás / Digitális kiadás bónuszai | Limitált kiadás / Digitális kiadás bónuszai | Limitált kiadás / Digitális kiadás bónuszai | Limitált kiadás / Digitális kiadás bónuszai |
| #                                           | Cím                                         | Hossz                                       |                                             |                                             |                                             |                                             |                                             |                                             |                                             |
| ------------------------------------------- | ------------------------------------------- | ------------------------------------------- | ------------------------------------------- | ------------------------------------------- | ------------------------------------------- | ------------------------------------------- | ------------------------------------------- | ------------------------------------------- | ------------------------------------------- |
| 12.                                         | Angel of Death (Angel Witch feldolgozás)    | 4:38                                        |                                             |                                             |                                             |                                             |                                             |                                             |                                             |
| 66:52                                       |                                             |                                             |                                             |                                             |                                             |                                             |                                             |                                             |                                             |

| Japán kiadás bónusza | Japán kiadás bónusza                                                                 | Japán kiadás bónusza | Japán kiadás bónusza | Japán kiadás bónusza | Japán kiadás bónusza | Japán kiadás bónusza | Japán kiadás bónusza | Japán kiadás bónusza | Japán kiadás bónusza |
| #                    | Cím                                                                                  | Hossz                |                      |                      |                      |                      |                      |                      |                      |
| -------------------- | ------------------------------------------------------------------------------------ | -------------------- | -------------------- | -------------------- | -------------------- | -------------------- | -------------------- | -------------------- | -------------------- |
| 12.                  | Protect Not Dissect (The Varukers feldolgozás Anthony 'Rat' Martin közreműködésével) | 3:16                 |                      |                      |                      |                      |                      |                      |                      |
| 65:30                |                                                                                      |                      |                      |                      |                      |                      |                      |                      |                      |

## Közreműködők
| Exodus - Steve "Zetro" Souza – ének - Gary Holt – gitár - Lee Altus – gitár - Jack Gibson – basszusgitár - Tom Hunting – dob, vokál az Angel of Death c. dalban. | Vendégzenészek - Dan the Automator – szerző a Black 13 intrójában. - Kirk Hammett – gitárszóló a Salt the Wound dalban. - Chuck Billy – vokál a BTK és a Blood In, Blood Out c. dalokban. - Anthony "Rat" Martin – vokál a Protect Not Dissect c. dalban. |

| Produkció - Exodus – producer - Andy Sneap – hangmérnök (dobok), keverés, maszter - Jack Gibson – hangmérnök (ének, gitár, basszusgitár) - Jason Victorine – hangmérnök segéd (dobok) - Matt Mullin – hangmérnök segéd (dobok) - Pär Olofsson – borító - Gustavo Sazes – grafikai elrendezés - Eus Straver – fotók | Felvételek - Felvétel: Goats 'R Us Ranch & Studios (Tom Hunting's jam room), Briones, Észak-Kalifornia, 2014 március–július. - Dob felvételek: Recorded at Studio D, Sausalito, Kalifornia, 2014 március–július. - Keverés és maszter: Backstage Studios, Derbyshire, Egyesült Királyság. |

## Listás helyezések
| Lista (2014)                                  | Legjobb helyezés |
| --------------------------------------------- | ---------------- |
| Ausztria (Ö3 Austria Top 40)                  | 38               |
| Belgium (Ultratop Flandria)                   | 130              |
| Belgium (Ultratop Vallónia)                   | 82               |
| Hollandia (Dutch Charts Album Top 100)        | 85               |
| Finnország (Musiikkituottajat Albumit Top 50) | 30               |
| Franciaország (SNEP Album Top 100)            | 93               |
| Németország (Media Control Top 100 Album)     | 29               |
| Svájc (Schweizer Hitparade Top 100 Albums)    | 30               |
| USA Billboard 200                             | 38               |